# Girl with a Pearl Earring (banda sonora)
Girl with a Pearl Earring: Original Motion Picture Soundtrack es la banda sonora, de la discográfica Lionsgate Records, de la película del 2003 Girl with a Pearl Earring nominada a los Oscar y Globo de Oro contando como protagonistas a Scarlett Johansson, Colin Firth, Tom Wilkinson, Cillian Murphy y Judy Parfitt. La partitura original fue compuesta por Alexandre Desplat.
El álbum fue nominado al Globo de Oro a la mejor banda sonora (ganado por la partitura de El Señor de los Anillos: el retorno del Rey) y al Premio BAFTA a la mejor banda sonora (ganado por la partitura de Cold Mountain).

## Lista de canciones
1. Girl with a Pearl Earring – 2:17
2. Griet's Theme – 4:09
3. New Life – 3:06
4. Master's House – 3:18
5. Camera Obscura – 1:29
6. Birth Feast – 2:46
7. Cornelia – 1:44
8. Vermeer's Studio – 3:08
9. Winter Nights – 2:07
10. Van Ruijven – 3:33
11. Home – 1:14
12. Colours in the Clouds – 3:29
13. Master Is Painting – 2:06
14. By the Canal With Pieter – 1:46
15. Catharina's Pearls – 1:23
16. Colours in the Clouds – 3:27
17. Girl with a Pearl Earring (Reprise) – 2:18
18. Silence and Light – 1:40
19. Griet's Theme (Reprise) – 4:19
20. Griet Remembers – 0:59

- Datos: Q2330185